# Staphylea
Staphylea là một chi thực vật có hoa trong họ Zygophyllaceae.

## Loài
Chi này gồm các loài:
- Staphylea affinis (Merr. & L.M.Perry) Byng & Christenh.
- Staphylea arguta (Seem.) Byng & Christenh.
- Staphylea bolanderi A.Gray – Sierra bladdernut. Western North America.
- Staphylea bumalda DC. – Japanese bladdernut. Eastern Asia.
- Staphylea campanulata J.Wen
- Staphylea cochinchinensis (Lour.) Byng & Christenh. - Nepal to S. China and Indo-China.
- Staphylea colchica Steven – Colchis bladdernut, jonjoli. Eastern Europe.
- Staphylea emodi Wall. ex Brandis – Himalayan bladdernut. Himalaya.
- Staphylea formosana (Nakai) Byng & Christenh.
- Staphylea forrestii Balf.f. – China.
- Staphylea holocarpa Hemsl. – China.
- Staphylea indochinensis (Merr.) Byng & Christenh. - S. China, N. Vietnam
- Staphylea insignis (Tul.) Byng & Christenh.
- Staphylea japonica (Thunb.) Mabb.
- Staphylea macrosperma (C.C.Huang) Byng & Christenh.
- Staphylea megaphylla (Tul.) Byng & Christenh.
- Staphylea pinnata L. – European bladdernut. Europe.
- Staphylea pringlei S.Watson – Mexico.
- Staphylea shweliensis W.W.Sm. – China.
- Staphylea subsessilifolia (C.Y.Wu) Byng & Christenh.
- Staphylea ternata (Nakai) Byng & Christenh.
- Staphylea tricornuta (Lundell) Byng & Christenh.
- Staphylea trifolia L. – American bladdernut. Eastern North America.
- Staphylea yuanjiangensis K.M.Feng & T.Z.Hsu